# باركر ماهر
باركر ماهر (بالإنجليزية: Parker Maher)‏ (12 يوليو 1993 بفورت سميث في الولايات المتحدة - ) هو لاعب كرة قدم أمريكي في مركز الدفاع. لعب مع نادي سانت لويس.

## وصلات خارجية
- باركر ماهر على موقع قاعدة بيانات كرة القدم.إي يو (الإنجليزية)